# Pfeilsche Kurzschaltung
Die pfeilsche Kurzschaltung ist eine im deutschsprachigen und dänischen Raum übliche Darstellungsweise für elektrische Schaltungen der Eisenbahnsicherungstechnik. Sie wurde 1900 von Robert Pfeil, einem Ingenieur und späteren Vorstandsmitglied bei Siemens & Halske, entwickelt. Ein Kontaktplan ist eine ähnliche Darstellungsweise für speicherprogrammierbare Steuerungen.

## Beschreibung
Gegenüber der in der Elektrotechnik üblichen Schaltungszeichnung ist die pfeilsche Kurzschaltung durch folgende Änderung der Darstellung rationalisiert worden:
- Aufschneiden der Stromkreise: Gezeichnet wird in der Regel von oben nach unten, der Stromkreis wird nicht geschlossen dargestellt.
- Räumliches Trennen von Spule und Kontakt: Die Zugehörigkeit der Kontakte zu einzelnen Relais wird durch das entsprechende Relaissymbol bzw. die Bezeichnung daneben gekennzeichnet (Verbindungslinie zwischen Spule und Kontakten entfällt)
- Energieeinspeisung: auf dem Strompfad gezeichneter Pfeil in diesen hinein
- Masse: Pfeil am Ende des Strompfades aus diesem hinaus
- geschlossener Kontakt (Öffner): die Leitung berührender Querstrich
- geöffneter Kontakt (Schließer): die Leitung schneidender Querstrich
- Relaisspule: Kreis[2]

## Schaltzeichen
Die Darstellung elektrischer Stromlaufpläne der Eisenbahnsicherungstechnik ähnelt dem Kontaktplan speicherprogrammierbarer Steuerungen. Die Zugehörigkeit der Kontakte zu einzelnen Relais wird durch das Relaissymbol bzw. die Bezeichnung daneben gekennzeichnet. Zu beachten ist, dass sicherungstechnische Stromlaufpläne nicht den stromlosen Zustand wiedergeben, sondern die Grundstellung. Diese beinhaltet stromdurchflossene Pfade und angezogene Relais. Diese werden an Spule und Kontakten durch einen nach oben weisenden Pfeil gekennzeichnet. Die Stellung von Stütz- und Haftrelais wird durch einen Pfeil mit einem Grundstrich gekennzeichnet, bei Kontakten von Stützrelais erforderlichenfalls durch die Bezeichnung der Spule ergänzt.

### Verbindungsweg
Diese Kennzeichnung ist hersteller- und bauartabhängig. Die Firma Siemens verwendet diese Darstellungsweise:
fett gedruckte Linie: Schaltung innerhalb einer Relaisgruppe
dünn gedruckte Linie: freie Schaltung
Bei den Bauformen von WSSB kennzeichnen dünne Linien im Herstellerwerk vorgenommene und genormte Gruppeninnenschaltungen sowie systembedingt erst auf der Baustelle verlegbare Systemverkabelung wie Zimmerkabel, fett gedruckte dagegen auf der Baustelle vorgenommene freie Schaltung. Geänderte Innenschaltungen in Relaisgruppen, die dann nicht mehr dem Lieferzustand entsprechen, werden ebenfalls durch Fettdruck gekennzeichnet.
Die senkrechte und aufgetrennte Darstellung der Strompfade ist in dieser Form jedoch nur bei gleichspannungsgespeisten Abhängigkeitsschaltungen möglich. Die Schaltungen für die Anschaltung von Außenanlagen wie Signalen und Weichen sowie Blockstromkreise müssen zur Nachverfolgbarkeit unter Einhaltung der sonstigen Konventionen geschlossen dargestellt werden. In der Regel beginnen und enden die Strompfade solcher Schaltungsteile oben. Mit dem Aufkommen erdfreier Schaltungen änderte sich auch die Definition des aus Pfeiles aus dem Strompfad heraus. Er kennzeichnet generell die Verbindung mit dem Minuspol der Stellwerksbatterie bzw. -stromversorgung. Bei Wechselspannungen werden die Pfeile durch Querstriche mit Angabe der Stromart und erforderlichenfalls der Phase ersetzt.

### Einspeisung und Rückleitung
| Zeichen | Beschreibung        |
| ------- | ------------------- |
|         | Energieeinspeisung  |
|         | Rückleitung / Masse |

### Kontakte
| Zeichen | Beschreibung                          |
| ------- | ------------------------------------- |
|         | Kontakt, in Grundstellung offen       |
|         | Kontakt, in Grundstellung geschlossen |

### Relais
| Zeichen | Beschreibung |
| ------- | --- |
|         | Relaisspule, Anker in Grundstellung abgefallen |
|         | Relaisspule, Anker in Grundstellung angezogen Ein mechanisch oder durch Permanentmagnet angezogen festgehaltener Anker eines Stütz- oder Haftrelais wird durch einen Pfeil mit Grundstrich neben dem Spulensymbol dargestellt |